# Golden Globe 1946

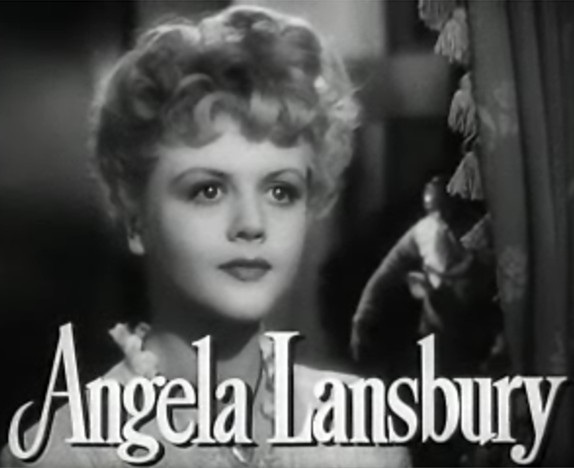
Angela Lansbury, vincitrice del premio come migliore attrice non protagonista

La cerimonia di premiazione della 3ª edizione dei Golden Globe si è tenuta nel 1946.
Furono annunciati direttamente i vincitori, senza precedenti candidature.

## Premi per il cinema
Vengono di seguito indicati in grassetto i vincitori. Ove ricorrente e disponibile, viene indicato il titolo in lingua italiana e quello in lingua originale tra parentesi.
- Miglior film: Giorni perduti (The Lost Weekend), regia di Billy Wilder
- Migliore Film promotore di Amicizia Internazionale: The House I Live In (The House I Live In), regia di Mervyn LeRoy
- Miglior regista: Billy Wilder - Giorni perduti (The Lost Weekend)
- Miglior attore protagonista: Ray Milland - Giorni perduti (The Lost Weekend)
- Migliore attrice protagonista: Ingrid Bergman - Le campane di Santa Maria (The Bells Of St. Mary's)
- Miglior attore non protagonista: J. Carrol Naish - L'ombra dell'altro (A Medal for Benny)
- Migliore attrice non protagonista: Angela Lansbury - Il ritratto di Dorian Gray (The Picture of Dorian Gray)